# Histoire des femmes en Antarctique

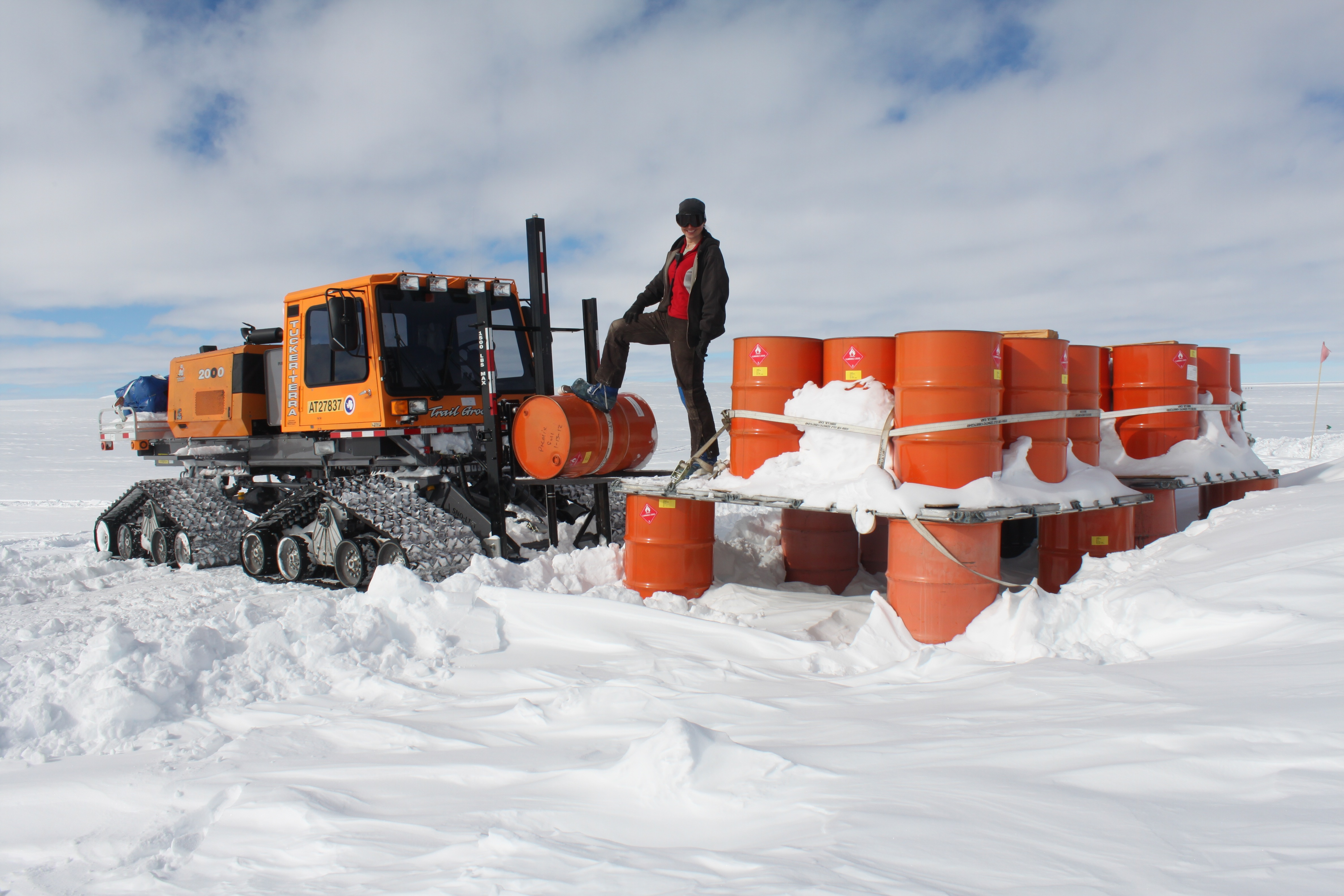
Une femme travaillant sur l'inlandsis Ouest-Antarctique en 2012.

Il y a des femmes en Antarctique et dans les régions autour de l'Antarctique depuis plusieurs siècles, à commencer par la tradition orale de l'exploratrice maorie Ui-te-Rangiora atteignant les eaux antarctiques dès 650[Information douteuse]. Néanmoins, ce n'est que dans l'histoire moderne que l'importance des femmes sur ce continent prend de l'ampleur.
Caroline Mikkelsen devient la première femme à fouler le sol de l'une des îles de l'Antarctique en 1935. Les premiers explorateurs masculins, tels que Jules Dumont d'Urville, nomment également des régions de l'Antarctique d'après leurs épouses ou les femmes chefs d'État, à l'exemple de la terre Adélie ou de la terre Victoria.
Alors que l'Antarctique passe d'un lieu d'exploration et de conquête à une terre de science, l'Union des républiques socialistes soviétiques (URSS), l'Afrique du Sud et l'Argentine sont les premiers pays à avoir des femmes scientifiques travaillant en Antarctique.
En plus d'explorer et de travailler en tant que scientifiques, les femmes jouent également un rôle de soutien en tant qu'épouses, collecteurs de fonds, publicistes, historiennes, conservatrices et administrateurs d'organisations et de services qui soutiennent les opérations en Antarctique.